# Kampanela
Kampanella (ze španělštiny zvonečky) je brněnský pěvecký sbor, který funguje od roku 1989 pod vedením Markéty Jedličkové, Ivy Kulíškové a Kláry Dvořákové. Zpěváků má přes 500, ti jsou rozděleni do šesti oddělení (přípravné, mladší oddělení II, III, IV, výběr a pánové). Pro Kampanelu je typická červená sborová šála.
Každoročně se účastní několika celorepublikových, evropských a světových soutěží, kde se umisťují do třetího místa. Celosborové koncerty (kterých se účastní i několik bývalých členů MdB) se konají minimálně třikrát ročně (vánoční, jarní a muzikálový), mimo to je možné je vidět na mnoha různých dalších akcích. Dříve sbor pořádal i muzikálové koncerty

## Zájezdy
Sboristé mají dvě dvoudenní soustředění ročně, jeden desetidenní tábor a z nepovinných zájezdů např. návštěvy Laa, Prátru, Prahy nebo 14denní zájezdy do Švédska, Paříže, Španělska apod.

## Známí zpěváci
- Petr Ševčík
- Bohuš Matuš
- Terezie Dobrovolná
- Carmen Saroyanová
- Adam Stašek (ADAMS)
- Jáchym Šíma
- Helena Dvořáková
- Marek Faus
- Michal Šebek
- Flow of voices (Petr Ševčík, Adam Zemek, Tomáš Janeček, Jiří Müller, Daniel Rymeš a Jan Polášek)

## Zajímavosti
Kampanela je prvním sborem, který začal používat šálu.[ujasnit][zdroj⁠?!]